# Шатесское староство
Ша́тесское староство (лит. Šačių seniūnija) — одно из 8 староств Скуодасского района, Клайпедского уезда Литвы. Административный центр — деревня Шатес.

## География
Расположено на северо-западе Литвы, в центральной части Скуодасского района, на Западно-Жямайтском плато недалеко от побережья Балтийского моря. 
Граничит с Нотенайским староством на юге, Моседским — на западе и юго-западе, Скуодасским — на северо-западе, Александрийским и Илакяйским — на севере, и Барстичяйским — на востоке.

## Население
Шатесское староство включает в себя 15 деревень.